# Белу-Кампу
Белу-Кампу (порт. Belo Campo) — муниципалитет в Бразилии, входит в штат Баия. Составная часть мезорегиона Юго-центральная часть штата Баия. Входит в экономико-статистический микрорегион Витория-да-Конкиста. Население составляет 20 101 человек на 2006 год. Занимает площадь 608,594 км². Плотность населения — 33,0 чел./км².

## История
Город основан 23 февраля 1962 года.

## Статистика
- Валовой внутренний продукт на 2003 год составляет 31 001 120,00 реалов (данные: Бразильский институт географии и статистики).
- Валовой внутренний продукт на душу населения на 2003 год составляет 1633,53 реала (данные: Бразильский институт географии и статистики).
- Индекс развития человеческого потенциала на 2000 год составляет 0,631 (данные: Программа развития ООН).